# Старая Деревня (исторический район)
Ста́рая Дере́вня — исторический район Санкт-Петербурга на правом берегу Большой Невки, напротив Елагина острова (Приморский район). До начала XX века административно принадлежал Стародеревенской волости Петербургского уезда, впоследствии включён в состав Новодеревенского (пригородного) участка наряду с Новой Деревней и Коломягами.

## История
Исторически территория Старой Деревни была ограничена озером Долгим, Большой Невкой, Лахтой и Черной речкой. До основания Петербурга на месте современной Старой Деревни была лесистая местность, густо усеянная камнями и валунами. В начале XVIII века на территории Старой Деревни располагалась мыза Каменный Нос, которой с 1719 года владел барон Остерман. На момент отчуждения мызы от барона в середине 40-х гг. подле неё в деревне обитало 64 крепостных обоего пола, переселенных из Поволжья.
C 1746 года территория Старой Деревни была пожалована канцлеру Алексею Бестужеву-Рюмину. Деревня возникла в середине XVIII века как поселение крепостных крестьян графа Бестужева-Рюмина, переселённых в Петербург из Малороссии для строительства дворца и парка на Каменном острове. Располагалась она в районе Торфяной дороги.
После Бестужева-Рюмина имением владел его племянник — князь А. Н. Волконский. В 1789 году незамужняя дочь князя Волконского, Анна Алексеевна, продала имение, в которое помимо Старой деревни входили деревни Новая и Коломяги сыну Саввы Яковлева — Сергею.
Старой эту деревню стали называть в 1747 году по отношению к Новой Деревне, расположенной напротив Каменного острова. В 1765 году между Старой и Новой деревнями была построена Благовещенская церковь (перестроена в 1809 году). К храму была проведена улица, ставшая позже известной как Приморский проспект. При церкви для крестьян Старой Деревни было открыто кладбище в районе Дибуновской улицы.
По мере разрастания деревень в начале XX века было построено новое Серафимовское кладбище.
В 1909 году в Старой Деревне был заложен буддийский храм.

## Топонимика
Название «Старая Деревня» носят железнодорожная станция, станция метро (1999 год) и реставрационно-хранительский центр Эрмитажа.
От Старой Деревни получила название Стародеревенская улица.